# Шеттина, Владимиро
Владимиро Шеттина (исп. Vladimiro Schettina; род. 3 октября 1955, Асунсьон) — парагвайский футболист, игравший на позиции защитника. Известен по выступлениям в клубе «Гуарани» из Асунсьона, в составе которого стал чемпионом страны, а также в составе национальной сборной Парагвая.

## Клубная карьера
Владимиро Шеттина родился в столице Парагвая Асунсьоне. Во взрослом футболе дебютировал в 1974 году выступлениями за команду из родного города «Гуарани», цвета которой и защищал на протяжении всей своей карьеры игрока, продолжавшейся до 1987 года. В составе команды в 1984 году стал чемпионом страны.

## Выступления за сборную
В 1979 году дебютировал в официальных матчах в составе национальной сборной Парагвая. В составе сборной являлся участником чемпионата мира 1986 года в Мексике. Всего в течение карьеры в национальной команде, продолжавшейся до 1986 года, провёл в составе сборной 26 матчей, в которых отличился 2 забитыми мячами.